# Erland Tangvik
Erland Tangvik (9 luglio 1997) è un ex calciatore e giocatore di calcio a 5 norvegese, di ruolo portiere.

## Carriera

### Calcio
Tangvik è cresciuto nelle giovanili dello Strindheim.
Nella stagione 2015, Tangvik ha vestito la maglia del Kvik in 3. divisjon.
Nel 2016, Tangvik è stato ingaggiato dal Tillerbyen, altra squadra militante in 3. divisjon, con cui ha giocato per tre stagioni.
Ha continuato a disputare il campionato norvegese di 3. divisjon anche nel 2019, trascorso però con la maglia del Tiller.
Nel febbraio del 2020, Tangvik è stato ingaggiato dai campioni di Svezia del Djurgården su suggerimento dell'amico difensore Aslak Fonn Witry. Qui è arrivato per ricoprire il ruolo di terzo portiere, dietro a Tommi Vaiho e al connazionale Per Kristian Bråtveit. È andato in panchina in un paio di partite di Allsvenskan, ma non è mai sceso in campo.
Il 21 gennaio 2021 ha fatto ritorno in Norvegia, per giocare nel Ranheim.

### Calcio a 5
Nella sua carriera si è spesso alternato tra calcio e futsal: in Norvegia, infatti, i campionati di quest'ultima attività cominciano al termine di quelli calcistici, rendendo compatibile la militanza in entrambi. Ha quindi vestito la maglia del Vegakameratene nella Futsal Eliteserie 2014-2015.
Al termine dell'annata calcistica, ha giocato per l'Utleira, in 1. divisjon. Alla fine della stagione 2016-2017, con questa squadra ha conquistato la promozione in Futsal Eliteserie.
In virtù delle sue prestazioni con l'Utleira, il 15 novembre 2017 è stato convocato dal commissario tecnico della Norvegia Sergio Gargelli per la Nordic Futsal Cup. Il 7 dicembre dello stesso anno ha pertanto debuttato in squadra, nella sconfitta per 1-3 contro la Finlandia.

## Statistiche

### Presenze e reti nei club
Statistiche aggiornate al 21 marzo 2018.
| Stagione          | Club              | Campionato        | Campionato | Campionato | Coppe nazionali | Coppe nazionali | Coppe nazionali | Coppe continentali | Coppe continentali | Coppe continentali | Supercoppe | Supercoppe | Supercoppe | Totale | Totale |
| Stagione          | Club              | Comp              | Pres       | Reti       | Comp            | Pres            | Reti            | Comp               | Pres               | Reti               | Comp       | Pres       | Reti       | Pres   | Reti   |
| ----------------- | ----------------- | ----------------- | ---------- | ---------- | --------------- | --------------- | --------------- | ------------------ | ------------------ | ------------------ | ---------- | ---------- | ---------- | ------ | ------ |
| 2015              | Kvik              | 3D                | 19         | -?         | CN              | 0               | 0               | -                  | -                  | -                  | -          | -          | -          | 2      | 0      |
| 2016              | Tillerbyen        | 3D                | 12         | -?         | CN              | 0               | 0               | -                  | -                  | -                  | -          | -          | -          | 12     | -?     |
| 2017              | Tillerbyen        | 3D                | 26         | -50        | CN              | 1               | -2              | -                  | -                  | -                  | -          | -          | -          | 27     | -52    |
| 2018              | Tillerbyen        | 3D                | 0          | 0          | CN              | 0               | 0               | -                  | -                  | -                  | -          | -          | -          | 0      | 0      |
| Totale Tillerbyen | Totale Tillerbyen | Totale Tillerbyen | 38         | -?         |                 | 1               | -2              |                    | -                  | -                  |            | -          | -          | 39     | -?     |
| Totale            | Totale            | Totale            | 57         | -?         |                 | 1               | -2              |                    | -                  | -                  |            | -          | -          | 58     | -?     |